# Karl Christian Friedrich Krause
Karl Christian Friedrich Krause, född 6 maj 1781 i Eisenberg, död 27 september 1832 i München, var en tysk författare och filosof som hävdade panenteismen.
Krause, som var privatdocent i Jena, Berlin och Göttingen, bosatte sig slutligen i München. Han utgick från Friedrich von Schelling och sökte förena dennes panteism med idén om en personlig Gud, en förbindelse för vilken han skapade begreppet "panenteism". Mest känd blev hans rättsfilosofi, särskilt genom hans lärjunge Heinrich Ahrens. Krauses praktiska filosofi hade ett universal-humanitärt drag; han strävade efter att skapa ett "mänsklighetsförbund". I Spanien vann hans filosofi anhängare, särskilt i motsats till jesuiternas filosofi. Bland hans arbeten märks främst Entwurf eines System der Philosophie (1804), Das Urbild der Menschheit (1811), Vorlesungen über das System der Philosophie (1828) samt Philosophie des Rechts (1828).